# Stazione di Luzzara
La stazione di Luzzara è una stazione ferroviaria posta lungo la linea Parma-Suzzara, a servizio del comune di Luzzara, in provincia di Reggio Emilia.

## Storia
La stazione fu aperta nel 1883 dalla Società Veneta, come parte della linea Parma-Suzzara.

## Strutture e impianti
Il fabbricato viaggiatori della stazione, gestita da Ferrovie Emilia Romagna (FER), si compone di due livelli ma soltanto il piano terra è aperto al pubblico. L'edificio è in muratura ed è tinteggiato di giallo. La struttura è dotata di quattro finestre a centina per ciascun piano.
Accanto al fabbricato viaggiatori è presente un piccolo edificio ad un solo piano che viene usato come deposito di materiali.
La stazione dispone di uno scalo merci con annesso magazzino. 
L'architettura del magazzino è molto simile a quella delle stazioni delle Ferrovie dello Stato.
Il piazzale è composto da due binari. Il binario 1, sul tracciato deviato, viene usato per gli incroci e le precedenze fra i treni, il binario 2, sul corretto tracciato, è il binario di corsa.
Entrambi i binari sono dotati di banchine collegate fra loro da una passerella in cemento.

## Movimento
La stazione è servita dai treni regionali di Trenitalia Tper in servizio sulla tratta Suzzara–Parma, svolti nell'ambito del contratto di servizio stipulato con la regione Emilia-Romagna.
A novembre 2019, la stazione risultava frequentata da un traffico giornaliero medio di circa 264 persone (124 saliti + 140 discesi).